# Lengpui
Lengpui é uma vila no distrito de Mamit, no estado indiano de Mizoram.

## Demografia
Segundo o censo de 2001, Lengpui tinha uma população de 2423 habitantes. Os indivíduos do sexo masculino constituem 51% da população e os do sexo feminino 49%. Lengpui tem uma taxa de literacia de 80%, superior à média nacional de 59.5%: a literacia no sexo masculino é de 81% e no sexo feminino é de 78%. Em Lengpui, 17% da população está abaixo dos 6 anos de idade.